# Seis Nações 2008
O Campeonato Seis Nações 2008 foi o torneio envolvendo seis seleções de rúgbi européias. A competição aconteceu entre os dias 2 de fevereiro e 15 de março. Os País de Gales foi a campeã da edição, ganhou o Grande Slam e a Tríplice Coroa.
O campeonato foi disputado pela França, Escócia, Inglaterra, Irlanda, Itália e País de Gales. A Inglaterra foi a vice-campeã, a Escócia ganhou a Copa Calcutá.

## Classificação
| Colocação | Seleção       | Partidas | Partidas | Partidas | Partidas | Pontuação | Pontuação | Pontuação | Pontuação | Pontos |
| Colocação | Seleção       | Jogos    | Vitórias | Empates  | Derrotas | Marcados  | Sofridos  | Saldo     | Tries     | Pontos |
| --------- | ------------- | -------- | -------- | -------- | -------- | --------- | --------- | --------- | --------- | ------ |
| 1         | País de Gales | 5        | 5        | 0        | 0        | 148       | 66        | +82       | 13        | 10     |
| 2         | Inglaterra    | 5        | 3        | 0        | 2        | 108       | 83        | +25       | 8         | 6      |
| 3         | França        | 5        | 3        | 0        | 2        | 103       | 93        | +10       | 11        | 6      |
| 4         | Irlanda       | 5        | 2        | 0        | 3        | 93        | 99        | −6        | 9         | 4      |
| 5         | Escócia       | 5        | 1        | 0        | 4        | 69        | 123       | −54       | 3         | 2      |
| 6         | Itália        | 5        | 1        | 0        | 4        | 74        | 131       | −57       | 6         | 2      |

## Jogos

### 1 Rodada
| 2 de Fevreiro de 2008                                          |          |                                                          |                                                                           |
| Irlanda                                                        | 16 – 11  | Itália                                                   | Croke Park, Dublin Público: 75,387 Árbitro: Jonathan Kaplan África do Sul |
| Try: Dempsey 18' c Con: O'Gara Pen: O'Gara (3/4) 12', 57', 66' | (Report) | Try: Castrogiovanni 60' m Pen: Bortolussi (2/3) 38', 70' | Croke Park, Dublin Público: 75,387 Árbitro: Jonathan Kaplan África do Sul |

| 2 de Fevreiro de 2008                                                                       |          |                                                                                   |                                                                         |
| Inglaterra                                                                                  | 19 – 26  | País de Gales                                                                     | Twickenham, London Público: 82,000 Árbitro: Craig Joubert África do Sul |
| Try: Flood 23' c Con: Wilkinson Pen: Wilkinson (3/4) 1', 11', 45' Drop: Wilkinson (1/1) 17' | (Report) | Tries: Byrne 67' c Phillips 70' c Con: Hook (2) Pen: Hook (4/4) 4', 34', 57', 63' | Twickenham, London Público: 82,000 Árbitro: Craig Joubert África do Sul |

| 3 de Fevreiro de 2008                     |          |                                                                                               |                                                                       |
| Escócia                                   | 6 – 27   | França                                                                                        | Murrayfield, Edinburgh Público: 67,800 Árbitro: Alain Rolland Irlanda |
| Pen: Parks (1/2) 30' Drop: Parks (1/2) 4' | (Report) | Tries: Clerc 12' c, 65' c Malzieu 23' c Con: Élissalde (2) Skrela Pen: Traille (2/2) 18', 55' | Murrayfield, Edinburgh Público: 67,800 Árbitro: Alain Rolland Irlanda |

### 2 Rodada
| 9 de Fevreiro de 2008                                                                                         |          |                                            |                                                                                   |
| País de Gales                                                                                                 | 30 – 15  | Escócia                                    | Millennium Stadium, Cardiff Público: 74,576 Árbitro: Bryce Lawrence Nova Zelândia |
| Tries: S. Williams 13' c, 68' c Hook 46' c Con: Hook (2) S. Jones Pen: Hook (1/1) 28' S. Jones (2/2) 63', 71' | (Report) | Pen: Paterson (5/5) 10', 32', 42', 50', 55 | Millennium Stadium, Cardiff Público: 74,576 Árbitro: Bryce Lawrence Nova Zelândia |

| 9 de Fevreiro de 2008                                             |          |                                                                                       |                                                                           |
| França                                                            | 26 – 21  | Irlanda                                                                               | Stade de France, Paris Público: 76,500 Árbitro: Nigel Owens País de Gales |
| Tries: Clerc 14' c, 18' m, 35' c Heymans 48' c Con: Élissalde (3) | (Report) | Tries: Penalty try 55' c D. Wallace 59' m Con: O'Gara Pen: O'Gara (3/3) 17', 28', 74' | Stade de France, Paris Público: 76,500 Árbitro: Nigel Owens País de Gales |

| 10 de Fevreiro de 2008                                                    |          |                                                                                      |                                                                      |
| Itália                                                                    | 19 – 23  | Inglaterra                                                                           | Stadio Flaminio, Rome Público: 30,625 Árbitro: Alain Rolland Irlanda |
| Try: Picone 76' c Con: Bortolussi Pen: Bortolussi (4/4) 5', 11', 44', 54' | (Report) | Tries: Sackey 3' c Flood 15' c Con: Wilkinson (2) Pen: Wilkinson (3/4) 31', 37', 57' | Stadio Flaminio, Rome Público: 30,625 Árbitro: Alain Rolland Irlanda |

### 3 Rodada
| 23 de Fevreiro de 2008 |          |                                                    |                                                                              |
| País de Gales | 47 – 8   | Itália                                             | Millennium Stadium, Cardiff Público: 74,305 Árbitro: Dave Pearson Inglaterra |
| Tries: Byrne 28' c, 68' c Shanklin 42' c S. Williams 57' c, 74' c Con: S. Jones (3) Hook (2) Pen: S. Jones (4/4) 4', 11', 47', 50' | (Report) | Try: Castrogiovanni 12' m Pen: Marcato (1/2) 40+2' | Millennium Stadium, Cardiff Público: 74,305 Árbitro: Dave Pearson Inglaterra |

| 23 de Fevreiro de 2008                                                                                    |          |                                                               |                                                                      |
| Irlanda                                                                                                   | 34 – 13  | Escócia                                                       | Croke Park, Dublin Público: 74,234 Árbitro: Christophe Berdos França |
| Tries: D. Wallace 22' c Kearney 26' c Horan 41' m Bowe 62' c, 79' m Con: O'Gara (3) Pen: O'Gara (1/1) 50' | (Report) | Try: Webster 53' c Con: Paterson Pen: Paterson (2/2) 24', 31' | Croke Park, Dublin Público: 74,234 Árbitro: Christophe Berdos França |

| 23 de Fevreiro de 2008                                                 |          | |                                                                           |
| França                                                                 | 13 – 24  | Inglaterra | Stade de France, Paris Público: 79,593 Árbitro: Steve Walsh Nova Zelândia |
| Try: Nallet 24' c Con: Traille Pen: Parra (1/1) 49' Yachvili (1/1) 74' | (Report) | Tries: Sackey 5' c Wigglesworth 79' m Con: Wilkinson Pen: Wilkinson (3/5) 14', 29', 68' Drop: Wilkinson (1/2) 64' | Stade de France, Paris Público: 79,593 Árbitro: Steve Walsh Nova Zelândia |

### 4 Rodada
| 8 de Março de 2008                  |          |                                                                                  |                                                                     |
| Irlanda                             | 12 – 16  | País de Gales                                                                    | Croke Park, Dublin Público: 75,000 Árbitro: Wayne Barnes Inglaterra |
| Pen: O'Gara (4/4) 5', 19', 62', 68' | (Report) | Try: S. Williams 51' c Con: S. Jones Pen: S. Jones (2/4) 26', 46' Hook (1/1) 76' | Croke Park, Dublin Público: 75,000 Árbitro: Wayne Barnes Inglaterra |

| 8 de Março de 2008                                      |          |                                    |                                                                               |
| Escócia                                                 | 15 – 9   | Inglaterra                         | Murrayfield, Edinburgh Público: 67,987 Árbitro: Jonathan Kaplan África do Sul |
| Pen: Paterson (4/4) 9', 31', 40+2', 41' Parks (1/1) 48' | (Report) | Pen: Wilkinson (3/5) 27', 50', 53' | Murrayfield, Edinburgh Público: 67,987 Árbitro: Jonathan Kaplan África do Sul |

| 9 de Março de 2008                                                                             |          |                                                                    |                                                                    |
| França                                                                                         | 25 – 13  | Itália                                                             | Stade de France, Paris Público: 79,000 Árbitro: Alan Lewis Irlanda |
| Tries: Floch 13' c Jauzion 53' m Rougerie 66' c Con: Yachvili (2) Pen: Yachvili (2/2) 27', 37' | (Report) | Try: Castrogiovanni 58' c Con: Marcato Pen: Marcato (2/2) 18', 31' | Stade de France, Paris Público: 79,000 Árbitro: Alan Lewis Irlanda |

### 5 Rodada
| 15 de Março de 2008                                                                                        |          |                                                                                         |                                                                          |
| Itália | 23 – 20  | Escócia                                                                                 | Stadio Flaminio, Rome Público: 40,000 Árbitro: Nigel Owens País de Gales |
| Tries: Penalty try 13' c Canale 59' c Con: Marcato (2) Drop: Marcato (1/1) 79' Pen: Marcato (2/4) 36', 68' | (Report) | Tries: Hogg 21' c Blair 40' c Con: Paterson (2) Pen: Parks (1/1) 25' Paterson (1/1) 72' | Stadio Flaminio, Rome Público: 40,000 Árbitro: Nigel Owens País de Gales |

| 15 de Março de 2008                                                                                |          |                                                    |                                                                        |
| Inglaterra                                                                                         | 33 – 10  | Irlanda                                            | Twickenham, London Público: 82,000 Árbitro: Stuart Dickinson Austrália |
| Tries: Sackey 19' c Tait 57' c Noon 69' c Con: Cipriani (3) Pen: Cipriani (4/4) 12', 30', 44', 73' | (Report) | Try: Kearney 4' c Con: O'Gara Pen: O'Gara (1/2) 7' | Twickenham, London Público: 82,000 Árbitro: Stuart Dickinson Austrália |

| 15 de Março de 2008                                                                                               |          |                                                       |                                                                                  |
| País de Gales | 29 – 12  | França                                                | Millennium Stadium, Cardiff Público: 74,609 Árbitro: Marius Jonker África do Sul |
| Tries: S. Williams 60' c M. Williams 77' c Con: S. Jones (2) Pen: Hook (3/5) 5', 18', 21' S. Jones (2/2) 63', 74' | (Report) | Pen: Élissalde (3/3) 19', 39', 46' Yachvili (1/1) 69' | Millennium Stadium, Cardiff Público: 74,609 Árbitro: Marius Jonker África do Sul |